# Преобразование Лагерра
Преобразование Лагерра — интегральное преобразование, связывающее функцию {\displaystyle T(n)} целого переменного (изображение) с функцией {\displaystyle f(t)} вещественного переменного (оригинал). 

## Определение
Преобразованием Лагерра функции вещественной переменной {\displaystyle f(t)} называется функция {\displaystyle T(n)} целого переменного {\displaystyle n} такая что:
{\displaystyle T(n)={\mathcal {T}}\left\{f(t)\right\}=\int \limits _{0}^{\infty }e^{-t}L_{n}(t)f(t)\,dt.}
где {\displaystyle L_{n}(t)} - многочлены Лагерра {\displaystyle n} - го порядка.

## Применение
Применяется для решения дифференциального уравнения Лагерра
{\displaystyle Lx+nx=0}
где {\displaystyle Lx(t)=tx''(t)+(1-t)x'(t)}.
Применение преобразования Лагерра сводит дифференциальную операцию {\displaystyle Lx} к алгебраической по формуле
{\displaystyle {\mathcal {T}}\left\{L\left[x(t)\right]\right\}=-nx^{*}(n)}.